# Beer (Devon)
Beer – wieś portowa i civil parish w Wielkiej Brytanii, w Anglii, w regionie South West England, w hrabstwie Devon, w dystrykcie East Devon. W 2011 roku civil parish liczyła 1317 mieszkańców.